# Opel Monterey

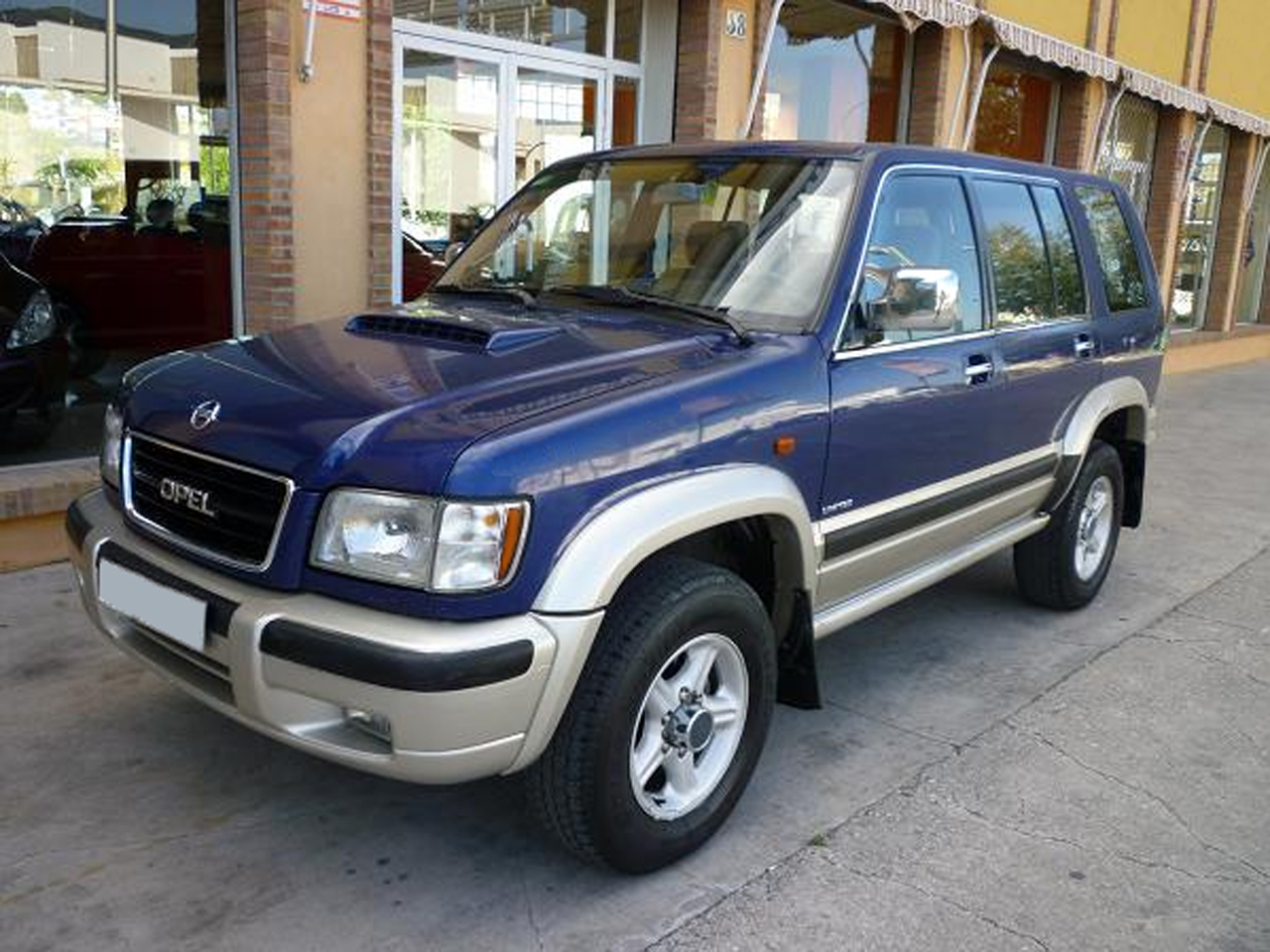
Opel Monterey.

Opel Monterey, SUV från Opel som tillverkades från 1992 till 1999.
Opel Monterey är en ommärkt Isuzu Trooper.